# Andreas von Ettingshausen
Andreas Ritter von Ettinghausen, ab 1867 Freiherr von Ettingshausen, (* 25. November 1796 in Heidelberg; † 25. Mai 1878 in Wien) war ein österreichischer Mathematiker und Physiker.

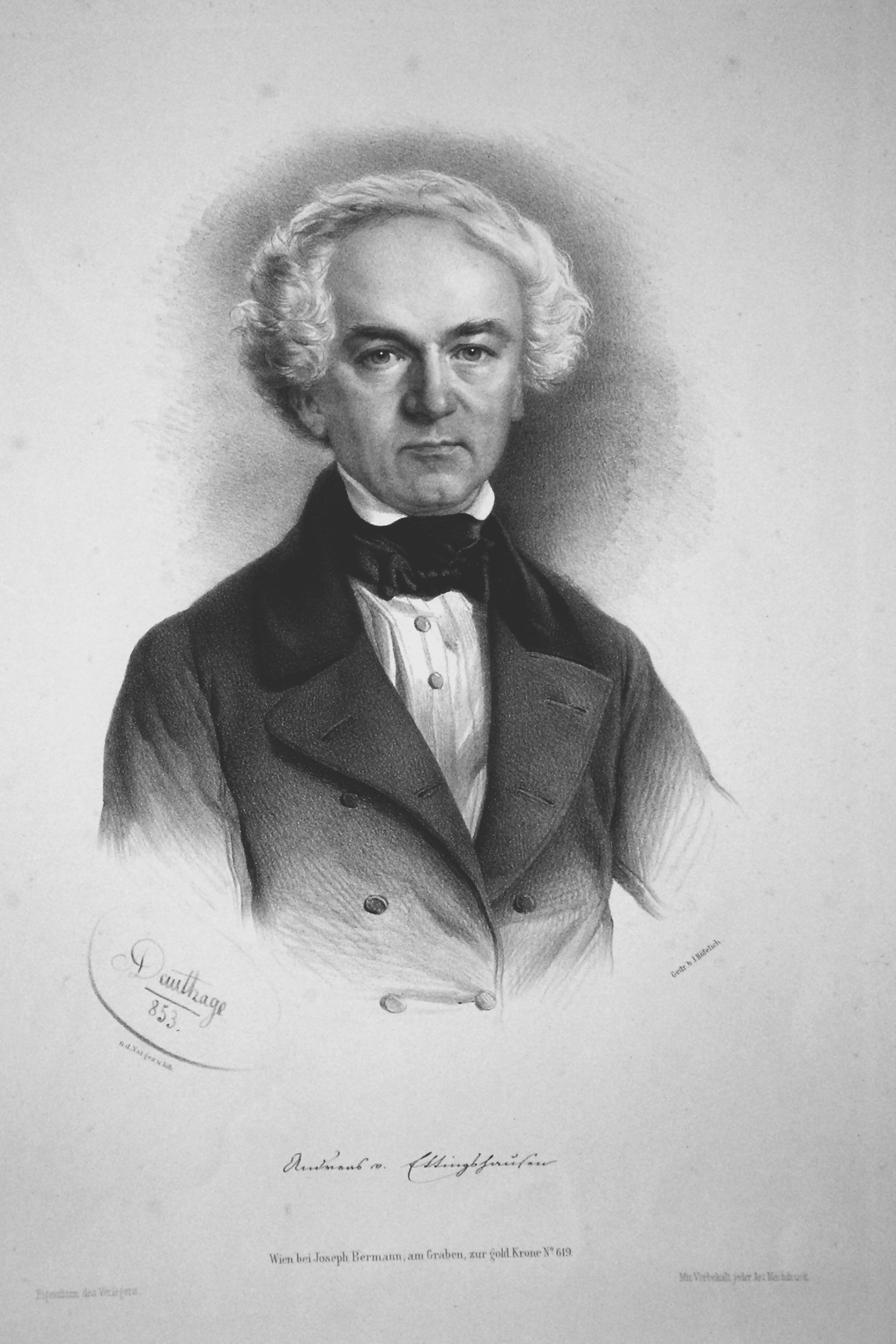
Andreas Freiherr von Ettingshausen. Lithographie von Adolf Dauthage, 1853

## Herkunft
Ettingshausen war der Sohn des Generalmajors Constantin von Ettingshausen (1760–1826) und dessen Ehefrau Anna Maria Franziska Walther (1780–1858). Sein jüngerer Bruder Sigmund von Ettingshausen (1805–1855) wurde ebenfalls Generalmajor. 

## Leben
Ettingshausen studierte in Wien Philosophie und Rechtswissenschaft, besuchte auch, da er für die militärische Laufbahn bestimmt war, die Bombardierschule, wandte sich aber nach dem Eintritt des allgemeinen Friedens dem Lehrfach zu. Er wurde 1817 Adjunkt der Mathematik und Physik an der Wiener Universität, 1819 Professor der Physik in Innsbruck und 1821 Professor der höheren Mathematik in Wien. Seine damaligen Vorlesungen bezeichnen eine neue Epoche für die Wiener Universität, sie erschienen 1827 in 2 Bänden.
1834 übernahm Ettingshausen den Lehrstuhl der Physik, 1839–1842 förderte er als Mitglied der „Fürstenhof-Runde“ die ersten Wiener Versuche der Fotografie. So machte er mit einer, im Auftrag von Klemens Wenzel Lothar von Metternich persönlich bei Louis Daguerre abgeholten Kamera im Juni 1840 die erste photographische Aufnahme von Wien, welche die Wiener Hofreitschule und das alte Burgtheater am Wiener Michaelerplatz zeigt. 1848 trat er zur Ingenieurakademie über und lehrte an derselben vier Jahre bis zu ihrer Umwandlung in eine rein militärische Genieschule. 1852 hielt er einen Kursus über höhere Ingenieurwissenschaft am polytechnischen Institut, und in demselben Jahr übernahm er die Direktion des physikalischen Instituts an der Universität, aus welchem unter seiner Leitung eine große Zahl Untersuchungen hervorging.

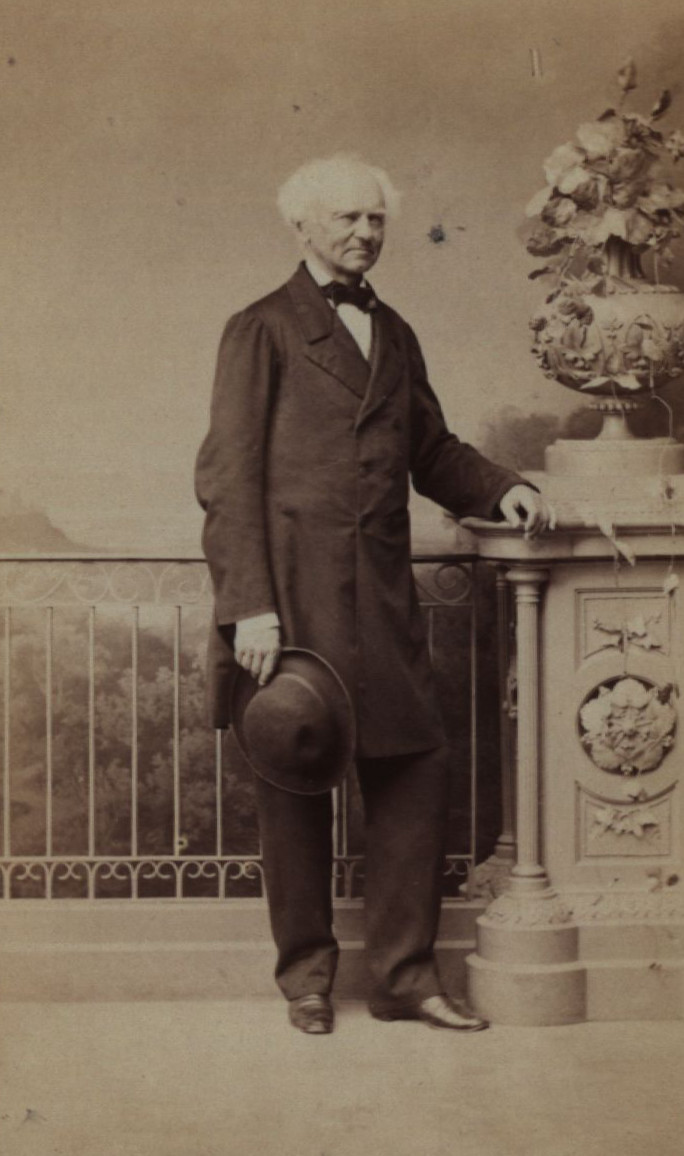
Andreas von Ettingshausen

Ettingshausen konstruierte als einer der ersten eine elektromagnetische Maschine, welche die elektrische Induktion zur Stromgewinnung verwertete, förderte auch die Optik und schrieb ein Lehrbuch der Physik (Wien 1844, 4. Aufl. 1860), das auf die Methode des physikalischen Unterrichts einen großen Einfluss geübt hat.
Außerdem schrieb er: Die kombinatorische Analysis (Wien 1826); Die Prinzipien der heutigen Physik (Wien 1857); auch bearbeitete er mit Andreas von Baumgartner dessen Naturlehre (7. Aufl., Wien 1842) und gab mit demselben 1826–32 die Zeitschrift für Physik und Mathematik heraus.
Er war seit 1862 Mitglied der Leopoldina und seit 1864 korrespondierendes Mitglied der Göttinger Akademie der Wissenschaften. 1866 trat Andreas von Ettingshausen in den Ruhestand und wurde in den Freiherrenstand erhoben. Er war Gründungsmitglied und mehrere Jahre lang auch erster Generalsekretär der Wiener Akademie der Wissenschaften. Er war Mitglied der Gesellschaft Deutscher Naturforscher und Ärzte.
Im Jahr 1913 wurde in Wien-Döbling (19. Bezirk) die Ettingshausengasse nach ihm benannt.
Die heute allgemein übliche Notationen für Binomialkoeffizienten {\displaystyle {\tbinom {n}{k}}} geht auf Ettingshausen zurück.

## Familie
Ettingshausen heiratete 1824 in Olmütz Antonie Skarnitzl (1800–1861). Dadurch wurde der Physiker und Politiker Freiherr Andreas von Baumgartner (1793–1865) sein Schwager. Sein Sohn Constantin von Ettingshausen wurde ebenso Naturwissenschaftler, ebenso wie sein Neffe Albert von Ettingshausen. Seine Tochter Sophia Karoline (1835–1913) heiratete den Kristallographen Wilhelm Josef Grailich (1829–1859).